# نقد و نظر
نقد و نظر یکی از نشریات  وابسته به دفتر تبلیغات اسلامی حوزه علمیه قم در حوزه فلسفه، الهیات و دین‌پژوهی، و نقدونظریه پردازی در زمینه فلسفه دین، فلسفه اخلاق و فلسفه و کلام اسلامی است که به صورت فصلنامه منتشر می‌شود. هم‌اکنون محمدعلی مبینی سردبیر این نشریه و محمدتقی سبحانی مدیر مسئول  و  ذوالفقار ناصری مدیر اجرایی و دبیر تحریریه این نشریه  هستند. این نشریه با قطع و قالب جدید در سال ۱۳۹۲ حایز رتبه علمی- پژوهشی گردید. پیش از آل بویه، اکبر قنبری تا سال ۱۳۸۲ سردبیری این نشریه را بر عهده داشت.  از سال ۱۳۸۴ تا ۱۳۹۲ در این  

## نقد
به نوشته مهرنامه، انتشار فصلنامه «نقد و نظر» در دهه هفتاد توسط دفتر تبلیغات حوزه علمیه قم را می‌توان نشانه‌هایی از تحول نگاه حوزویان به مباحث علوم انسانی جدید دانست؛ مجله‌ای که هم در فرم و هم در محتوا و موضوعات توانست طرحی نو را پیش برد و پژواک صدای بخشی از روشنفکری و نواندیشی دینی باشد. اگر «کیان» انعکاس‌دهنده نظرات روشنفکران دینی متمایل به فلسفه تحلیلی بود، «نقد و نظر» هم تریبون نواندیشان دینی متمایل به فلسفه قاره‌ای بود. در کیان عبدالکریم سروش محوریت داشت و در نقد و نظر محوریت با مصطفی ملکیان بود.